# Lagarde-d’Apt
Lagarde-d’Apt település Franciaországban, Vaucluse megyében. Lakosainak száma 30 fő (2022. január 1.). Lagarde-d’Apt Simiane-la-Rotonde, Rustrel, Saint-Christol és Villars községekkel határos.

## Népesség
A település népességének változása:
| Lakosok száma | 36   | 39   | 37   | 36   | 34   | 32   | 30   | 30   | 30   |
|               | 2013 | 2015 | 2016 | 2017 | 2018 | 2019 | 2020 | 2021 | 2022 |